# Verrières-le-Buisson
Verrières-le-Buisson és un municipi francès, situat al departament de l'Essonne i a la regió de Illa de França. L'any 2007 tenia 15.805 habitants.
Forma part del cantó de Gif-sur-Yvette i districte de Palaiseau. I des del 2016 de la Comunitat d'aglomeració París-Saclay.

## Demografia

### Població
El 2007 la població de fet de Verrières-le-Buisson era de 15.805 persones. Hi havia 5.892 famílies, de les quals 1.495 eren unipersonals (599 homes vivint sols i 896 dones vivint soles), 1.704 parelles sense fills, 2.204 parelles amb fills i 489 famílies monoparentals amb fills.
La població ha evolucionat segons el següent gràfic:
Habitants censats

### Habitatges
El 2007 hi havia 6.289 habitatges, 6.036 eren l'habitatge principal de la família, 32 eren segones residències i 222 estaven desocupats. 3.457 eren cases i 2.738 eren apartaments. Dels 6.036 habitatges principals, 4.284 estaven ocupats pels seus propietaris, 1.669 estaven llogats i ocupats pels llogaters i 84 estaven cedits a títol gratuït; 253 tenien una cambra, 447 en tenien dues, 1.082 en tenien tres, 1.416 en tenien quatre i 2.839 en tenien cinc o més. 4.811 habitatges disposaven pel capbaix d'una plaça de pàrquing. A 2.457 habitatges hi havia un automòbil i a 2.927 n'hi havia dos o més.

### Piràmide de població
La piràmide de població per edats i sexe el 2009 era:
| Homes | Edats   | Dones |
| ----- | ------- | ----- |
| 0     | 95 o +  | 36    |
| 32    | 90 a 94 | 84    |
| 68    | 85 a 89 | 152   |
| 80    | 80 a 84 | 144   |
| 172   | 75 a 79 | 252   |
| 240   | 70 a 74 | 324   |
| 396   | 65 a 69 | 408   |
| 400   | 60 a 64 | 388   |
| 404   | 55 a 59 | 440   |
| 620   | 50 a 54 | 628   |
| 640   | 45 a 49 | 644   |
| 568   | 40 a 44 | 676   |
| 576   | 35 a 39 | 648   |
| 516   | 30 a 34 | 440   |
| 408   | 25 a 29 | 356   |
| 448   | 20 a 24 | 388   |
| 608   | 15 a 19 | 580   |
| 664   | 10 a 14 | 500   |
| 592   | 5 a 9   | 564   |
| 412   | 0 a 4   | 416   |

## Economia
El 2007 la població en edat de treballar era de 9.954 persones, 7.315 eren actives i 2.639 eren inactives. De les 7.315 persones actives 6.949 estaven ocupades (3.589 homes i 3.360 dones) i 366 estaven aturades (179 homes i 187 dones). De les 2.639 persones inactives 606 estaven jubilades, 1.421 estaven estudiant i 612 estaven classificades com a «altres inactius».

### Ingressos
El 2009 a Verrières-le-Buisson hi havia 6.095 unitats fiscals que integraven 16.014 persones, la mediana anual d'ingressos fiscals per persona era de 33.051 €.

### Activitats econòmiques
Dels 813 establiments que hi havia el 2007, 2 eren d'empreses extractives, 9 d'empreses alimentàries, 9 d'empreses de fabricació de material elèctric, 29 d'empreses de fabricació d'altres productes industrials, 69 d'empreses de construcció, 160 d'empreses de comerç i reparació d'automòbils, 14 d'empreses de transport, 20 d'empreses d'hostatgeria i restauració, 55 d'empreses d'informació i comunicació, 34 d'empreses financeres, 53 d'empreses immobiliàries, 202 d'empreses de serveis, 111 d'entitats de l'administració pública i 46 d'empreses classificades com a «altres activitats de serveis».
Dels 134 establiments de servei als particulars que hi havia el 2009, 1 era una oficina de correu, 8 oficines bancàries, 2 funeràries, 8 tallers de reparació d'automòbils i de material agrícola, 3 autoescoles, 12 paletes, 8 guixaires pintors, 10 fusteries, 11 lampisteries, 9 electricistes, 9 empreses de construcció, 12 perruqueries, 2 veterinaris, 12 restaurants, 21 agències immobiliàries, 3 tintoreries i 3 salons de bellesa.
Dels 35 establiments comercials que hi havia el 2009, 3 eren supermercats, 2 botiges de menys de 120 m², 6 fleques, 3 carnisseries, 1 una carnisseria, 2 peixateries, 4 llibreries, 2 botigues de roba, 1 una botiga de roba, 2 sabateries, 1 una sabateria, 1 una botiga d'electrodomèstics, 1 una botiga de mobles, 2 perfumeries i 4 floristeries.
L'any 2000 a Verrières-le-Buisson hi havia 4 explotacions agrícoles.

## Equipaments sanitaris i escolars
Els 6 equipaments sanitaris que hi havia el 2009 eren farmàcies.
El 2009 hi havia 4 escoles maternals i 5 escoles elementals. A Verrières-le-Buisson hi havia 2 col·legis d'educació secundària i 1 liceu d'ensenyament general. Als col·legis d'educació secundària hi havia 729 alumnes i als liceus d'ensenyament general 39.

## Poblacions més properes
El següent diagrama mostra les poblacions més properes.